# Tolerància religiosa
La tolerància religiosa significa respectar i acceptar l'existència d'altres formes de vida, creences i idees, així com la no creença en cap religió. El concepte oposat, la intolerància religiosa, pot consistir a considerar certes creences com a anòmales, fora de lloc o herètiques pel simple fet de ser diferents.
Perquè es doni la tolerància religiosa és necessari que els individus i les institucions reconeguin la pluralitat i la diversitat del món en què vivim, així com l'existència de conceptes que per a uns altres són importants encara que pertanyin a una minoria.
Els dogmes d'un culte en particular s'han d'interpretar com per a ús dins de la comunitat que els professa i sense involucrar a tercers al món exterior que no desitgin participar d'ells.

Fora de l'entorn religiós deu privar el que s'estableix a la Declaració Universal dels Drets Humans; article 18:
| « | Tota persona té dret a la llibertat de pensament, de consciència i de religió; aquest dret inclou la llibertat de canviar de religió o de creença, així com la llibertat de manifestar la seva religió o la seva creença, individual i col·lectivament, tant en públic com en privat, per l'ensenyament, la pràctica, el culte i l'observança. | » |
| — | |   |

## Tolerància religiosa antigament
Els pagans en general eren tolerants en matèria religiosa i en creure en múltiples déus usualment acceptaven que els déus d'altres cultures existien també o eren versions diferents dels seus propis déus.
Va ser amb el sorgiment del monoteisme que es va iniciar un concepte d'exclusivitat religiosa. No obstant això, les primeres religions monoteistes (o henoteístes) com el zoroastrismo i el judaisme eren religions ètniques que no buscaven imposar les seves creences fora del seu propi grup ètnic o nacional, però si prohibien estrictament que membres del seu poble tinguessin algun tipus de pràctica religiosa provinent d'un altre poble o disintira de la interpretació considerada ortodoxa. Això per la naturalesa de “pacte” entre el seu col·lectiu ètnic i la seva deïtat (característica pròpia del henoteísme).
El cristianisme va generar una de les primeres religions proselitistes que buscava convertir als altres pobles. Durant els temps de l'Edat Antiga, (però sobretot en l'Edat Mitjana), l'Església Catòlica, unida a  l'Estat, no tenia una tolerància religiosa significativa: considerava a les altres religions (excepte el judaisme) com a falses, els pagans eren perseguits o convertits per força, les altres religions monoteistes, com altres branques del cristianisme, l'Islam i les doctrines gnósticas (com el catarisme) eren considerades simples heretgies No obstant això, també cal esmentar que en aquest període de la història, van sorgir homes notables que van donar un enfocament més raonable en el coneixement, o diàleg tolerant davant altres religions i cultures diferents, per exemple Pedre  el Venerable de l'ordre de Cluny, Francisesc d'Assís fundador de l'Ordre franciscana (qui en plena guerra va buscar al sultà d'Egipte al-Malik al-Kamil en to de pau), i a Ramón Llull, un membre proper a aquesta ordre. També es pot esmentar al rei Dionís I de Portugal, a Paweł Włodkowic i al cardenal Nicolau de Cusa.
L'islam establiria una de les primeres bases de tolerància religiosa en l'Edat Mitjana, en establir el dret de la Gent del Llibre a practicar discretament la seva religió. La Gent del Llibre eren, segons l'Alcorà, les altres religions monoteistes que van precedir l'islam i van ser inspirades pel mateix Déu; jueus, cristians i sabeus (aquests últims van ser considerats punt els seguidors del sabeisme iemenita, com els mandeus i zoroastrianos).
Així, mentre que els jueus no admetien cap religió precedent com inspirada per Déu, els cristians admetien als jueus com una religió revelada, si bé no havien acceptat al Mesías, no obstant això no acceptaven a altres formes dissidents de cristianisme ni a l'Islam. De manera similar, els musulmans acceptaven a jueus, cristians i sabeus com a religions revelades, però no així a les religions que, encara que monoteistes, sorgissin posteriorment a l'Islam. I cap dels anteriors admetia la validesa de les religions politeistes o paganes.
En el Llunyà Orient les diferents religions solien conviure pacíficament i fins i tot tenir molt sincretisme, encara que va haver-hi alguns enfrontaments entre el budisme i algunes denominacions hindús per diferències doctrinals, després de la conversió de l'emperador indi Asoka al budisme, aquest no obstant això va fomentar la tolerància religiosa i va crear monuments ecuménics amb deïtats de diferents confessions juntes. El budisme va ser perseguit breument per emperadors de la Xina i Japó per motius nacionalistes (ja que era vist com una religió estrangera enfront de credos nacionals) però aquestes persecucions van ser l'excepció i no la regla. Quan el budisme es va convertir en la religió dominant de gairebé tots els països del Sud-est Asiàtic, no va incórrer en persecucions religioses, i fins i tot en molts casos es va prestar per a un sincretisme amb la religió tradicional com el cas del Bön a Tibet, el taoisme i la religió tradicional xinesa a la Xina i el Shinto al Japó. No obstant, el budisme i l'hinduisme no han estat exempts de conflictes bèl·lics.
El jainisme, per exemple, és l'única religió en la història que mai ha estat involucrada en algun conflicte bèl·lic i que, per contra, sempre ha fomentat la tolerància com un dels seus principis espirituals bàsics.

## Història moderna de la tolerància religiosa
Durant el Renaixement, i l'Edat Moderna, també van sorgir diversos exponents en matèria de tolerància religiosa, com Erasme de Róterdam, Sébastien Castellion, Maximilià II d'Habsburg, etc. Uns dels principals defensors de la tolerància religiosa van ser Jean Bodin i Pierre Bayle.
L'evolució cap a societats més religiosament tolerants va ser gradual. Exemple d'això, va ser l'aprovació en 1568 de l'Edicte de Turda, considerat el primer edicte de tolerància religiosa de la Història moderna d'Europa. Polònia va ser un dels primers països d'Europa a establir la llibertat de culte religiós en 1573. Un altre exemple va ser als Estats Units d'Amèrica del Nord, quan en 1649 la colònia de Maryland, (fundada i governada en aquells dies per catòlics), seria el primer estat nord-americà a aprovar una acta de tolerància, que donava llibertat de culte a qualsevol grup religiós cristià. Aquesta es considera la primera llei de llibertat religiosa al Nou Món. També als Estats Units, els cristians quàquers en fundar Pennsylvania, van declarar que qualsevol que cregués en un solo Déu seria permès practicar la seva religió, en moments en què hi havia dures restriccions religioses en una societat molt conservadora com la dels Estats Units de l'època on, fins i tot el catolicisme, era mal vist, exemple d'això el sorgiment de grups antisemites i anticatólicos com el Ku Klux Klan, que per cert, també és notable esmentar que a aquest grup els primers a enfrontar-se'ls, foren els estudiants catòlics de la Universitat de Notre Dame.
També en aquest mateix país, pròpiament a Chicago, en 1894 es va fundar el Parlament Mundial de Religions, el primer esforç històric per promoure la tolerància religiosa, i el diàleg entre diferents creences .
Ja entrat el segle xix, amb l'adveniment d'organitzacions que proposaven l'enteniment i estudi entre tota raça i religió (com la Societat Teosòfica), la mentalitat occidental va començar a concebre a l'Islam, el budisme i l'hinduisme com a part de les religions mundials, i fins avui, en general el judaisme, el cristianisme, l'islamisme, el budisme i l'hinduisme són classificades com les “cinc grans religions del món” (encara que hi ha religions molt més nombroses que el judaisme). Posteriorment es van sumar a aquestes “cinc grans” una sèrie de religions tradicionalment acceptades com a legítimes, per la qual cosa s'incloïa a les següents: bahaísme, budisme, cristianisme, confucianisme, hinduisme, islamisme, jainisme, judaisme, sikhisme, xintoisme, taoisme i zoroastrisme (noti's que religions amb milions de seguidors com el xamanisme, la religió tradicional xinesa, les religions afroamericanes i el neopaganisme no s'incloïen)
L'Església Catòlica va començar el procés de diàleg ecumènic per esmenar gran part de la intolerància religiosa del passat, un dels seus majors impulsors va ser el Papa Joan XXIII que va començar diàlegs per primera vegada en segles amb l'Arquebisbe de Canterbury (líder de l'Església Anglicana), i els líders de les Esglésies Cristianes Ortodoxes. També en el Concili Vaticà II, (impulsat pel mateix Juan XXIII), s'aprova la declaració Nostra Aetate, document que va establir noves bases en les relacions de l'Església amb jueus, musulmans, budistes, i altres creients d'altres religions no cristianes. Posteriorment, el Papa Joan Pau II va realitzar també nombroses visites a Israel, a la Gran Sinagoga de Roma, es va reunir amb el líder budista, el Dalái Lama i va participar en el diàleg interreligiós amb jueus, budistes, musulmans, hindús, bahais i fins i tot xamans africans. Així mateix, a l'octubre de 1986, per primera vegada en la història, va convidar a la ciutat d'Assís, a líders de diferents esglésies cristianes, i representants d'altres religions no cristianes, per orar conjuntament per la pau del món. També, per continuar aquestes relacions amb les confessions no cristianes, Joan Pau II, fundà en 1988, el Pontifici Consell per al Diàleg Interreligiós. Finalment en el Jubileu de 2000, va demanar perdó en nom de tota l'Església, pels pecats comesos pels seus membres en el passat, per la violència i intolerància religiosa, per la divisió dels cristians, per les faltes comeses a altres religions no cristianes, etc. Igualment, també va oferir el perdó per tots els que ahir i avui, han participat en la persecució dels cristians.
Altres esforços, han estat els principis de separació Església-Estat per part de la majoria de constitucions de les democràcies liberals, les lleis que decreten la llibertat de culte en gairebé tots els països occidentals, la Declaració Universal de Drets Humans que inclou la llibertat de culte, i el diàleg realitzat per l'Església Catòlica, les Esglésies històriques, i altres grans religions mundials, que en gran manera es va començar a difondre a partir del Concili Vaticà II.Gràcies a això actualment, diversos moviments eclesiales, com el moviment dels Focolars, la comunitat de Sant  Egidi, o la comunitat de Taizé, fomenten no només el diàleg ecuménico, per aconseguir la unitat dels cristians, sinó també el diàleg interreligiós, aconseguint així una comprensió mútua en la tolerància religiosa.